# Garsten
Garsten is een gemeente in de Oostenrijkse deelstaat Opper-Oostenrijk, gelegen in het district Steyr-Land. De gemeente heeft ongeveer 6500 inwoners.

## Geografie
Garsten heeft een oppervlakte van 53 km². De gemeente ligt in het zuidoosten van de deelstaat Opper-Oostenrijk, in het centrum van Oostenrijk. In het zuidoosten ligt de deelstaat Neder-Oostenrijk.
Adlwang · Aschach an der Steyr · Bad Hall · Dietach · Gaflenz · Garsten · Großraming · Laussa · Losenstein · Maria Neustift · Pfarrkirchen bei Bad Hall · Reichraming · Rohr im Kremstal · Schiedlberg · Sierning · St. Ulrich bei Steyr · Ternberg · Waldneukirchen · Weyer · Wolfern
- Gemeinsame Normdatei: 4126528-2
- MusicBrainz: 3066aa99-2e26-414f-b03d-5b09680020b6
- Nationale Bibliotheek van Tsjechië: ge495157
- Virtual International Authority File: 246577321
- WorldCat: E39PBJqbhTCTKX3q6vgM8B6kDq